# Esteban Chaves
Jhoan Esteban Chaves Rubio (Bogotá, 1990. január 17. –) kolumbiai kerékpárversenyző.
Bogotában született, Quirigua városrészben nevelkedett. 2016-ban a Giro d’Italia 19. szakaszának végén átvette a vezetést a versenyben, végül a második helyen zárt.

## Balesetei
2013 februárjában a Trofeo Laigueglia nevű olasz versenyen olyan súlyos balesetet szenvedett, hogy utána jobb karját nem tudta megmozdítani. Csak a műtét után hét hónappal jelentkeztek arra utaló jelek, hogy rendbe jöhet.
A 2017-es Giro dell’Emilia versenyen egy lejtőn kerékpárja elvesztette tapadását, a Chaves a földhöz csapódott, és lesodródott az útról.

## Giro d’Italia (2018)
Csapat: Mitchelton-Scott